# Peter Immesberger
Peter Immesberger (Kindsbach, 18 de abril de 1960) es un deportista alemán que compitió para la RFA en halterofilia. Participó en dos Juegos Olímpicos de Verano, obteniendo una medalla de bronce en Seúl 1988, en la categoría de 100 kg, y el cuarto lugar en Los Ángeles 1984 (categoría de 90 kg).

## Palmarés internacional
| Representando a la RFA |                      |                   |           |
| Juegos Olímpicos       |                      |                   |           |
| Año                    | Lugar                | Medalla           | Categoría |
| 1988                   | Seúl (Corea del Sur) | Medalla de bronce | 100 kg    |